# 小鱗櫛鱗鰨
小鱗櫛鱗鰨為輻鰭魚綱鰈形目鰨亞目鰨科的其中一種，為深海魚類，分布於中西太平洋印尼海域，體長可達6公分，棲息在底層水域，生活習性不明。